# Dolce far niente
Dolce far niente è un film del 1998 diretto da Nae Caranfil.

## Trama
Il trentatreenne Stendhal, all'epoca conosciuto come Henry Beyle, trascorre un periodo di vacanza a Terracina, ospite di un conte in esilio. Qui riflette sulla sua vita, tenta con scarso successo di intrecciare relazioni amorose e ha modo di confrontarsi con Gioachino Rossini.